# Mark Fawcett
Mark Fawcett (ur. 17 stycznia 1972 w Saint John) −  kanadyjski snowboardzista. Jego najlepszym wynikiem olimpijskim jest 17. miejsce w gigancie równoległym z igrzysk w Salt Lake City. Najlepszy wynik na mistrzostwach świata osiągnął na mistrzostwach świata w Madonna di Campiglio, gdzie zajął 7. miejsce w gigancie. Najlepsze wyniki w Pucharze Świata osiągnął w sezonie 1996/1997, kiedy to zajął 35. miejsce w klasyfikacji generalnej, a w klasyfikacji giganta był szósty.
W 2003 r. zakończył karierę.

## Sukcesy

### Igrzyska olimpijskie
| Miejsce | Dzień     | Rok  | Miejscowość    | Konkurencja       | Zwycięzca       |
| ------- | --------- | ---- | -------------- | ----------------- | --------------- |
| DNF     | 8 lutego  | 1998 | Nagano         | Gigant            | Ross Rebagliati |
| 17.     | 15 lutego | 2002 | Salt Lake City | Gigant równoległy | Philipp Schoch  |

### Mistrzostwa Świata
| Miejsce | Dzień       | Rok  | Miejscowość          | Konkurencja       | Zwycięzca          |
| ------- | ----------- | ---- | -------------------- | ----------------- | ------------------ |
| 7.      | 22 stycznia | 2001 | Madonna di Campiglio | Gigant            | Jasey-Jay Anderson |
| 12.     | 26 stycznia | 2001 | Madonna di Campiglio | Slalom równoległy | Gilles Jaquet      |

### Puchar Świata

#### Miejsca w klasyfikacji generalnej
- 1996/1997 - 35.
- 1997/1998 - 74.
- 1998/1999 - 43.
- 1999/2000 - 37.
- 2000/2001 - 46.
- 2001/2002 - -
- 2002/2003 - -

#### Miejsca na podium
1. Stoneham – 18 grudnia 1996 (gigant) - 1. miejsce
2. Mount Bachelor – 7 lutego 1997 (gigant) - 3. miejsce
3. Bardonecchia – 8 marca 1997 (gigant) - 1. miejsce
4. Whistler – 11 grudnia 1997 (supergigant) - 1. miejsce
5. Whistler – 12 grudnia 1997 (gigant) - 3. miejsce
6. Whistler – 10 grudnia 1998 (supergigant) - 2. miejsce
7. Mount Bachelor – 15 grudnia 1998 (supergigant) - 1. miejsce
8. Ischgl – 5 lutego 2000 (gigant) - 1. miejsce
9. Valle Nevado – 15 września 2002 (gigant równoległy) - 2. miejsce

- W sumie 5 zwycięstw, 2 drugie i 2 trzecie miejsca.